# La Meilleure des mères
 (mai 2017).
Si vous disposez d'ouvrages ou d'articles de référence ou si vous connaissez des sites web de qualité traitant du thème abordé ici, merci de compléter l'article en donnant les références utiles à sa vérifiabilité et en les liant à la section « Notes et références ».
La Meilleure des mères est le troisième tome de la série de bande dessinée Murena, dont le scénario a été écrit par Jean Dufaux et les dessins réalisés par Philippe Delaby.

## Personnages
Par ordre d'apparition :
- Balba, gladiateur nubien. Sauvé de la mort par Britannicus, il en conçoit une loyauté inébranlable pour celui-ci. Il passe ensuite sous la protection de Lucius Murena, qui l'affranchit.
- Bacchus Soroctos, directeur d'une école de gladiateurs
- Massam, esclave à l'école de Bacchus Soroctos. Doté t'un tempérament féroce et impitoyable, il conçoit une haine tenace contre Balba.
- Proyas, jeune grec qui assiste Balba à l'école de gladiateurs. Il lui offre de précieux conseils contre Massam, qui l'affronte en combat inégal et le tue.
- Pallas, esclave affranchi d'Aggrippine et son informateur, ancien propriétaire d'Acté, condamné à l'exil puis assassiné.
- Agrippine, veuve de Claude et mère de Néron.
- Draxius, esclave gladiateur, chargé par Agrippine d'assassiner la mère de Lucius Murena et auteur d'un complot contre Domitia Lepida.
- Néron, fils de Gnaeus Domitius Ahenobarbus et d'Agrippine, adopté par l'empereur Claude. De naissance, il se nomme Lucius Domitius Ahenobarbus, mais il est devenu Tiberius Claudio Nero.
- Locuste, empoisonneuse gauloise aux ordres d'Agrippine puis de Néron.
- Lucius Murena, héros éponyme de la série, alors adolescent. Patricien ami de Pétrone, les intrigues de cour le frappent de plein fouet.
- Pétrone, poète latin, ami de Lucius Murena, propriétaire d'une esclave appelée Arsilia.
- Arsilia, esclave d'une grande beauté appartenant à Pétrone, qui l'a achetée à Poppée. Arsilia devient l'amante de Lucius Muréna.
- Poppée, femme d'une grande beauté et issue d'une famille puissante, elle est alors mariée à Othon. Ambitieuse, elle élabore des intrigues pour s'approcher de Néron.
- Afranius Burrhus, chef du prétoire, fidèle à Néron
- Acté, ancienne esclave de Pallas qui la prostituait. Néron en tombe amoureux et ils deviennent amants.
- Vespasien, alors adolescent, manipulé par Agrippine qui lui soutire des renseignements sur Néron.
- Domitia Lepida, tante paternelle de Néron. Son ascendant sur son neveu inquiète Agrippine, qui intrigue pour l'abattre.
- Sénèque, précepteur et conseiller de Néron

## Place de cet album
Cet épisode est le troisième opus du Cycle de la Mère.

## Publication
- Dargaud, juin 2001,  (ISBN 2-87129-302-3)

## Annexe